# East Fork (Arizona)
East Fork es un lugar designado por el censo ubicado en el condado de Navajo en el estado estadounidense de Arizona. En el Censo de 2010 tenía una población de 699 habitantes y una densidad poblacional de 139,19 personas por km².

## Geografía
East Fork se encuentra ubicado en las coordenadas 33°48′39″N 109°55′15″O / 33.81083, -109.92083. Según la Oficina del Censo de los Estados Unidos, East Fork tiene una superficie total de 5.02 km², de la cual 5.02 km² corresponden a tierra firme y (0%) 0 km² es agua.

## Demografía
Según el censo de 2010, había 699 personas residiendo en East Fork. La densidad de población era de 139,19 hab./km². De los 699 habitantes, el 0.14% eran blancos, el 0% eran afroamericanos, el 99.28% eran amerindios, el 0% eran asiáticos, el 0% eran isleños del Pacífico, el 0% eran de otras razas y el 0.57% pertenecían a dos o más razas. Del total de la población el 2.58% eran hispanos o latinos de cualquier raza.